# Vyto Ruginis
Vyto Ruginis (Wolverhampton, 17 april 1956) is een in Engeland geboren Amerikaans acteur en filmproducent.

## Biografie
Ruginis heeft gestudeerd in de Verenigde Staten en zijn geëmigreerde ouders zijn van Litouwse komaf. Hij haalde zijn bachelor of fine arts aan de Universiteit van Illinois in Urbana (Illinois) en Champaign (Illinois). In 1982 haalde hij zijn master of fine arts aan de Yale-universiteit in  New Haven (Connecticut).
Ruginis begon in 1985 met acteren in de televisieserie American Playhouse. Hierna heeft hij nog meer dan 100 rollen gespeeld in televisieseries en films zoals Casualties of War (1989), Cliffhanger (1993), Broken Arrow (1996), The Devil's Advocate (1997), The Insider (1999), The Fast and the Furious (2001) en Moneyball (2011). Naast het acteren voor televisie is hij ook actief in het theater, zo speelde hij van 1984 tot en met 1985 eenmaal op Broadway als Brodie in het toneelstuk The Real Thing.
Ruginis heeft eenmaal een film geproduceerd, in 2000 was hij als filmproducent medeverantwoordelijk voor de film The Visit.

## Filmografie

### Films
Selectie:
- 2011 Moneyball – als Pittaro
- 2001 The Glass House - als Don
- 2001 The Fast and the Furious – als Harry
- 1999 The Insider – als Junior advocaat
- 1997 The Devil's Advocate – als Mitch Weaver
- 1996 Broken Arrow – als Johnson
- 1993 Cliffhanger – als Matheson
- 1990 Dimenticare Palermo – als Ted
- 1989 Casualties of War – als Aanklager
- 1986 Jumpin' Jack Flash – als Carl

### Televisieseries
Uitgezonderd eenmalige gastrollen.
- 2009 – 2023 NCIS: Los Angeles – als Arkady Kolcheck – 29 afl.
- 2020 Deputy - als King 2 - 2 afl.
- 2007 The Unit – als Doyle Ransom – 2 afl.
- 2006 – 2007 ER – als Wright – 3 afl.
- 2002 – 2003 Presidio Med – als Tom Roback – 5 afl.
- 2001 Citizen Baines – als Tony Keaton – 4 afl.
- 1998 Style & Substance – als Bobby – 3 afl.
- 1985 Kane & Abel – als George Nowak – 2 afl.

### Computerspellen
- 2017 Grand Theft Auto Online: The Doomsday Heist - als Bogdan

- International Standard Name Identifier: 0000 0000 5256 8141
- Library of Congress Control Number: no2001058653
- Virtual International Authority File: 19330625
- WorldCat: E39PBJyWX3qyyh3QRrH7Hhhj4q